# Guus Hiddink
Guus Hiddink (Varsseveld, 8 de novembre de 1946) és un exfutbolista i entrenador de futbol neerlandès. Ha entrenat diverses seleccions nacionals, com la selecció dels Països Baixos (al Mundial del 1998) i la selecció de Corea del Sud (al Mundial del 2002). En ambdós casos va acabar el campionat com a quart classificat. També ha estat entrenador de Rússia.

## Trajectòria com a jugador

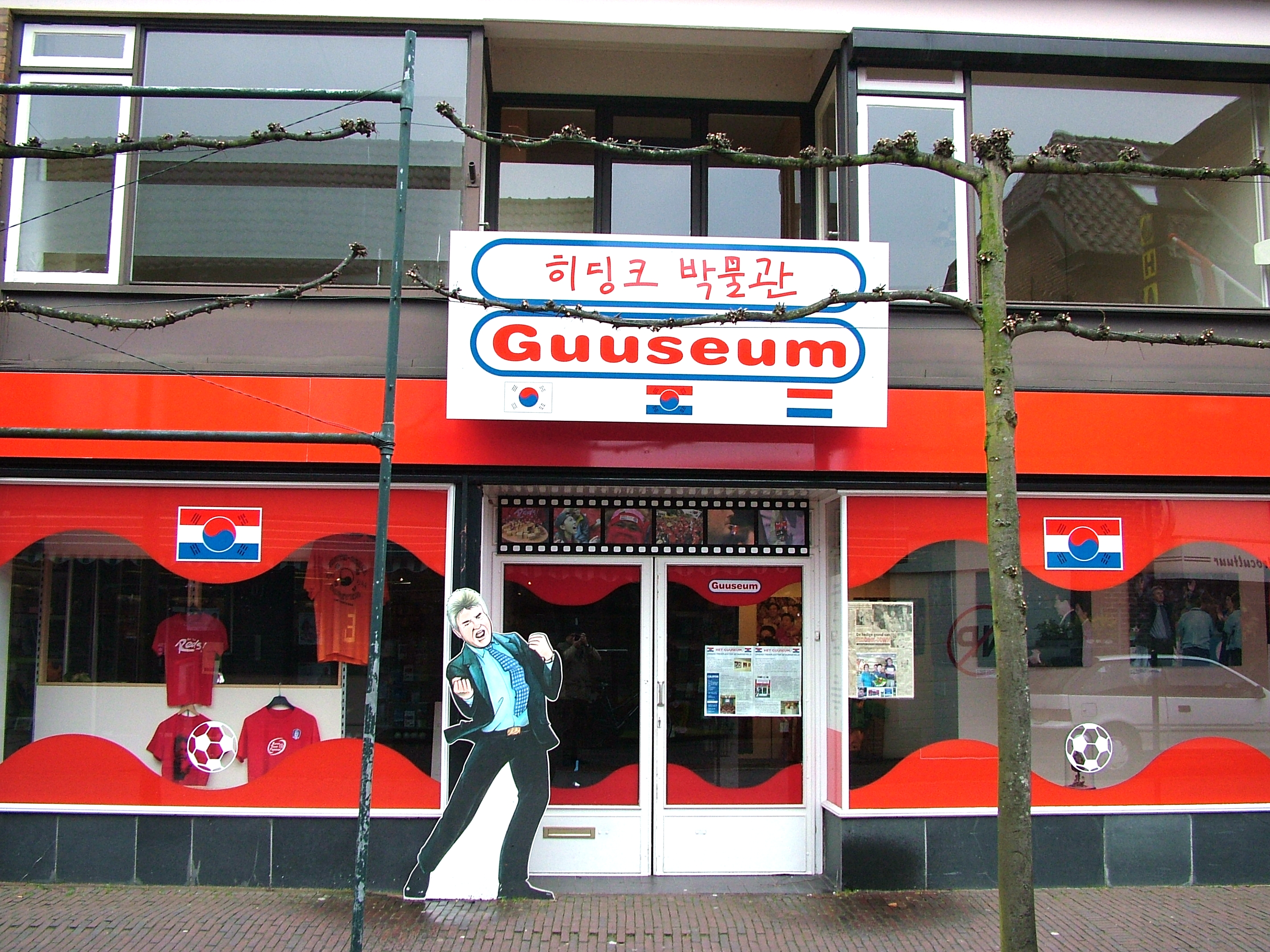
El Guuseum que hi ha a Varsseveld.

Hiddink va començar a jugar professionalment al De Graafschap l'any 1967, i hi va tornar a jugar en dues etapes més. També va jugar en els equips neerlandesos del PSV Eindhoven i el NEC Nimega, combinat amb diverses etapes als Estats Units. Va retirar-se el 1982 sense haver guanyat cap títol oficial.

## Trajectòria com a entrenador
Com a entrenador també es va iniciar al De Graafschap, d'on va anar al PSV Eindhoven. Amb el PSV va guanyar la Copa d'Europa del 1988 (amb Ronald Koeman de jugador). Va tornar a dirigir el PSV des del 2002 fins al 2006.
Hiddink també ha dirigit el València CF, el Reial Madrid i el Betis. Com a entrenador del València, es va negar a iniciar un partit a Mestalla fins que uns aficionats de l'Albacete Balompié no retiraren unes pancartes amb simbologia nazi.
Després d'entrenar el València, i abans de fer-ho a Madrid, es feu càrrec de la selecció dels Països Baixos, que va classificar quarta al Mundial del 1998.
Quan va deixar el Betis, va signar amb la selecció de Corea del Sud de cara al Mundial del 2002 que coorganitzaven els coreans. Va conduir-los fins a acabar el campionat com a quart classificat.
Després de la seva segona etapa al PSV, va conduir la selecció d'Austràlia a la seva segona participació en una fase final del Mundial de futbol, a la Copa del Món del 2006. Van arribar als vuitens de final, quan van ser eliminats per la selecció d'Itàlia, futura campiona.
Com a responsable de la selecció de Rússia va arribar a les semifinals de l'Euro 2008, on va ser eliminada per la selecció d'Espanya, futura campiona. Ja havia arribat a les semifinals d'un torneig internacional en dues ocasions anteriors (les ja esmentades amb els Països Baixos al Mundial del 1998 i amb Corea del Sud al Mundial 2002) i no les havia superades mai.
Actualment és el seleccionador nacional de Rússia, amb qui va disputar les semifinals de l'Euro 2008.
El febrer del 2009 va arribar a un acord amb el Chelsea FC per dirigir el club anglès fins al final de la temporada, el juny del mateix any, sense deixar la selecció russa. Al febrer de 2010 va anunciar que a partir de l'estiu entrenaria la selecció turca.

## Palmarès

### Com a jugador
- Cap títol.

### Com a entrenador
- És el tercer entrenador en la història del futbol que aconsegueix el trèvol, l'any 1988 amb el PSV: Copa, Lliga i Copa d'Europa, després de Jock Stein (1967) i Stefan Kovacs (1972) i abans que Sir Alex Ferguson (1999), Josep Guardiola (2009), José Mourinho (2010), Jupp Heynckes (2013) i Luis Enrique (2015).
- Eredivisie (6): 1986-87; 1987-88; 1988-89; 2002-03; 2004-05; 2005-06.
- Copa KNVB (4): 1988; 1989; 1990; 2005.
- Supercopa neerlandesa de futbol (1): 2003.
- Copa d'Europa (1): 1988.
- Copa Intercontinental (1): 1998.